# Interdiction de fumer dans les véhicules particuliers

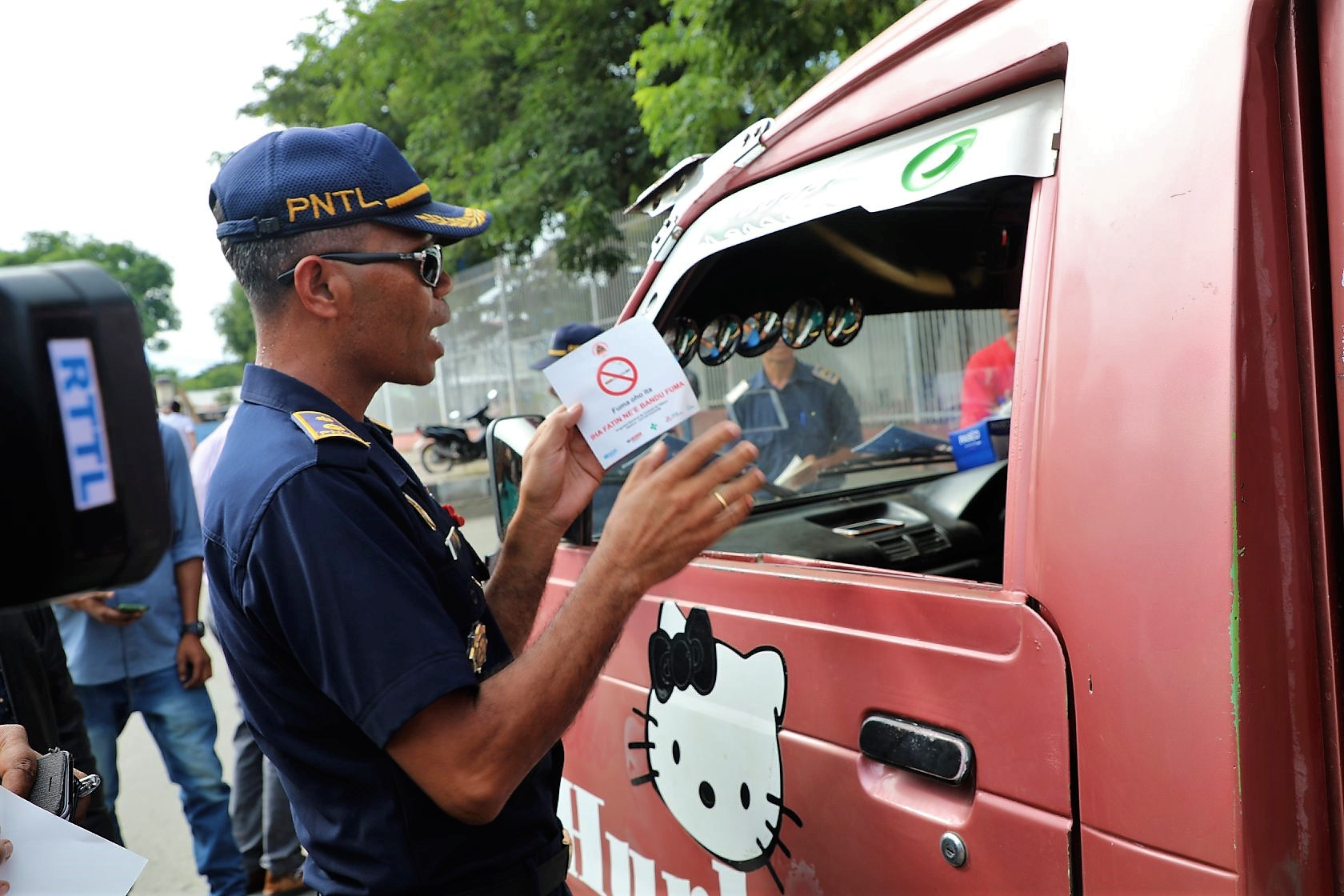
Un policier informe sur l'interdiction de fumer un conducteur d'un véhicule au Timor oriental.

L'interdiction de fumer dans les véhicules particuliers peut être considérée de plusieurs points de vue : soit du point de vue de la sécurité routière, soit du point de vue de la santé (tabagisme passif), soit encore du point de vue de la sécurité vis-à-vis des risques d'incendie.

## Motivations

### Sécurité routière
Dans ce cas, on peut aussi parler d'interdiction de fumer au volant. Fumer est assimilé à d'autres activités étrangères à la conduite du véhicule (comme téléphoner ou écrire des textos). En particulier l'action de chercher une cigarette et de l'allumer peuvent considérablement distraire de la conduite. Si une cigarette allumée tombe (en particulier sur les jambes du conducteur) cela peut provoquer des réactions de panique. Enfin, les mégots, souvent jetés par la fenêtre peuvent incendier la charge d'autres véhicules, voire des forêts. Selon cette ligne d'argumentation -historiquement plus ancienne- l'interdiction de fumer ne s'applique qu'au chauffeur, les passagers étant libres de fumer ou non, même en présence d'enfants. Cependant l'interdiction s'appliquerait aussi lorsque le chauffeur se trouve seul à bord de son véhicule. Même si les codes de la route de la plupart des pays interdisent implicitement ou explicitement toute action étrangère à la conduite du véhicule (ou obligent les conducteurs à garder les deux mains sur le volant sauf pour les manipulations indispensables liées à la conduite du véhicule), en pratique le fait de fumer au volant n'est guère poursuivi. 

### Tabagisme passif
Les problèmes de santé causés par le tabagisme passif se posent de façon particulièrement aigüe dans l'espace extrêmement confiné qu'est l'habitacle d'une voiture. Même des fenêtres ouvertes et une climatisation à puissance maximale ne peuvent évacuer la fumée de façon satisfaisante. Étant donné que les mineurs d'âge (en particulier les jeunes enfants) n'ont généralement pas le choix, un certain nombre d'États et de territoires ont adopté des interdictions de fumer dans les voitures à personnes, en général seulement si des personnes en dessous d'un certain âge (de 12 ans en Afrique du Sud à 18 ans dans l'État australien de Victoria) se trouvent dans la voiture. 

### Feux de forêt
Un danger supplémentaire consiste (au moins en saison chaude) dans le fait que des cendres ou des mégots jetés par la fenêtre de la voiture peuvent provoquer un feu de forêt. Bien que les dégâts ainsi causés sont énormes et peuvent même entraîner des morts et des blessés, les coupables sont rarement appréhendés et peuvent même n'avoir aucune conscience de ce qu'ils ont fait.

## États et territoires ayant voté une interdiction de fumer dans les voitures

### Afrique du Sud
Une loi interdisant de fumer dans les véhicules privés où se trouvent des mineurs de 12 ans a été votée.

### Australie
Dans l'État d'Australie-Méridionale il est interdit depuis mai 2007 de fumer dans les voitures où se trouve un mineur de 16 ans. Les amendes vont de 75 à 200 dollars australiens.
Dans l'État d'Australie-Occidentale il est interdit depuis 2010 de fumer dans les voitures où se trouve un mineur de 16 ans.
Dans l'État de Queensland il est interdit depuis 2010 de fumer dans les voitures où se trouve un mineur de 16 ans. L'amende prévue est de 200 dollars australiens.
En Tasmanie, il est interdit, depuis le 1er janvier 2008, de fumer dans des voitures avec des passagers en dessous de l'âge de 18 ans, l'amende est de 110 dollars australiens.
Dans l'État de Victoria il est interdit, depuis le 1er janvier 2010, de fumer dans les voitures où se trouve un mineur de 18 ans. 

### Belgique
Depuis le 8 août 2019, il est interdit de fumer dans les voitures où se trouve un mineur de 16 ans dans l'ensemble du territoire belge. Les contevenants s'exposent à une amende pouvant s'élever jusqu'à 1 000 euros.

### Canada
Dans la province de Colombie-Britannique il est interdit, depuis le 1er avril 2009, de fumer dans les voitures où se trouve un mineur de 16 ans.
Dans la province du Nouveau-Brunswick il est interdit depuis le 1er janvier 2010 de fumer dans les voitures où se trouve un mineur de 16 ans.
Dans la province de Nouvelle-Écosse, il est interdit depuis le 1er avril 2008 de fumer dans les voitures avec des passagers en dessous de 19 ans.
Le 16 juin 2008, l'Assemblée législative de l'Ontario a adopté une nouvelle loi qui protège les enfants de moins de 16 ans contre l'exposition à la fumée secondaire dans les véhicules automobiles

### Chypre
Sur Chypre, il est interdit de fumer dans les voitures privées avec des passagers en dessous de l'âge de 16 ans,.

### Émirats Arabes Unis
Depuis le 6 janvier 2010 une loi fédérale (qui l'emporte sur les interdictions de fumer locales de quelques émirats) interdit, entre autres de fumer dans les véhicules privés dans lesquels se trouvent des mineurs de 12 ans.

### États-Unis
Des interdictions de fumer dans les voitures où se trouvent des enfants (avec des limites d'âge variables) existent déjà dans les États de l'Arkansas, de Californie, de Louisiane, du Maine et de l'Oregon ainsi qu'à Porto Rico. Il existe aussi de telles interdictions au niveau local, dans divers comtés et villes. Plusieurs autres États, comtés et villes envisagent des lois similaires.

### France
Depuis le 21 mai 2016, il est interdit à tous les occupants d'un véhicule de fumer en présence d'une personne âgée de moins de 18 ans. Les contrevenants s'exposent à une amende de 68 €, pouvant être portée à 450 €.

### Grèce
Depuis décembre 2010 il est interdit en Grèce de fumer à bord d'un véhicule transportant des enfants de moins de 12 ans.

## Projets de loi

### Canada
Dans la province de la Saskatchewan il existe un projet de loi.

### Finlande
En Finlande on discute l'interdiction de fumer dans tous les endroits où des enfants sont présents, y compris dans les voitures privées.

### Irlande
En Irlande ONG et scientifiques réclament une telle interdiction,.

### Israël
En Israël, la Knesset discute une interdiction de fumer au volant.

### Pays-Bas
Des projets similaires existent aux Pays-Bas.

### Taïwan
La république de Chine (Taiwan) va interdire de fumer non seulement au volant (d'une voiture ou d'une moto), mais aussi pour les piétons lorsqu'ils marchent. Les arguments sont ici avant tout la sécurité routière et le problème des mégots jetés par terre. Par ailleurs, fumer en marchant est généralement mal vu en Asie, par exemple aussi au Japon. 

### Royaume-Uni
En Angleterre on discute une interdiction de fumer dans les voitures où des enfants ont pris place.